# 纪尧姆-克雷蒂安·德·拉穆瓦尼翁·德·马勒泽布
纪尧姆-克雷蒂安·德·拉穆瓦尼翁·德·马勒泽布（法語：Guillaume-Chrétien de Lamoignon de Malesherbes，法語發音：[ɡijom kʁetjɛ̃ də lamwaɲɔ̃ də malzɛʁb]；1721年12月6日—1794年4月23日），常被人称为马勒泽布或拉穆瓦尼翁-马勒泽布，是法国旧制度时期的政治家和大臣，后来又成为了路易十六受审时的辩护律师。当他担任助理法庭长官时，他对皇室的铺张浪费做出了严厉的批评。身为皇家总审查官时，他又对百科全书的出版起到了重要的作用。尽管他忠于君主制，但他的作品为法国启蒙运动时期自由主义的发展做出了极大的贡献。

## 生平
马勒泽布出生于巴黎的著名的法学世家，是法袍贵族的一员，他所接受的教育也是在给以后法律上的职业做铺垫。1750年，马勒泽布的父亲纪尧姆·德·拉穆瓦尼翁·德·布朗梅尼尔当上了大法官，随后任命马勒泽布为助理法庭长官兼皇家总审查官。后者需要承担起审查法国出版业的大任。在职期间，马勒泽布与巴黎的文学领袖们保持着联系，这些人里就有百科全书派的德尼·狄德罗和让-雅克·卢梭。在百科全书出版这件事上，他的提供的帮助极大，而教会，尤其是耶稣会，对此十分惊愕。
1771年，莫普计划削减助理法庭和高等法院的权力。由于助理法庭反对这个方案，所以助理法院被勒令解散。身为助理法院长官的马勒泽布也批评了这个方案，原因是方案中的司法系统过于集权，还废除了世袭性质的法袍贵族，因为后者被他当作是人民的守护者，且凭借它的独立性还可以平衡王权。为此，他发表了一份抗议书反对新方案。但随后他就被放逐到了马勒塞布城堡。。在接下来的三年里，马勒泽布专注于园艺和旅行。确实，他一直是一个狂热的植物学家；确实，他一直是一个狂热的植物学家；他在马勒泽布的林荫大道举世闻名；他还撰文反对布丰，并为卡尔·林奈的植物分类法辩护；且自从1750年开始，他就是法國科學院的一员。
1775年，路易十六继位后，马勒泽布被召回巴黎，与之相随的是一个重组过的助理法庭。也正是在这个时候，他带头写下了著名的助理法院谏言。这份谏言详细描述了旧制度所面临的问题，并提出了全面修订财政政策的计划。路易十六对此印象深刻，加上自己对政府未来的担忧，便任命马勒泽布为宫廷国务大臣同年，马勒泽布被选入法兰西学术院。不过，他只做了九个月的国务大臣；因为宫廷固执己见，反对他的方案，其中有财政紧缩和包括减少随意签发的秘密逮捕令在内的各项改革。所以过了不久，他就发现自己丧失一切政治支持了。

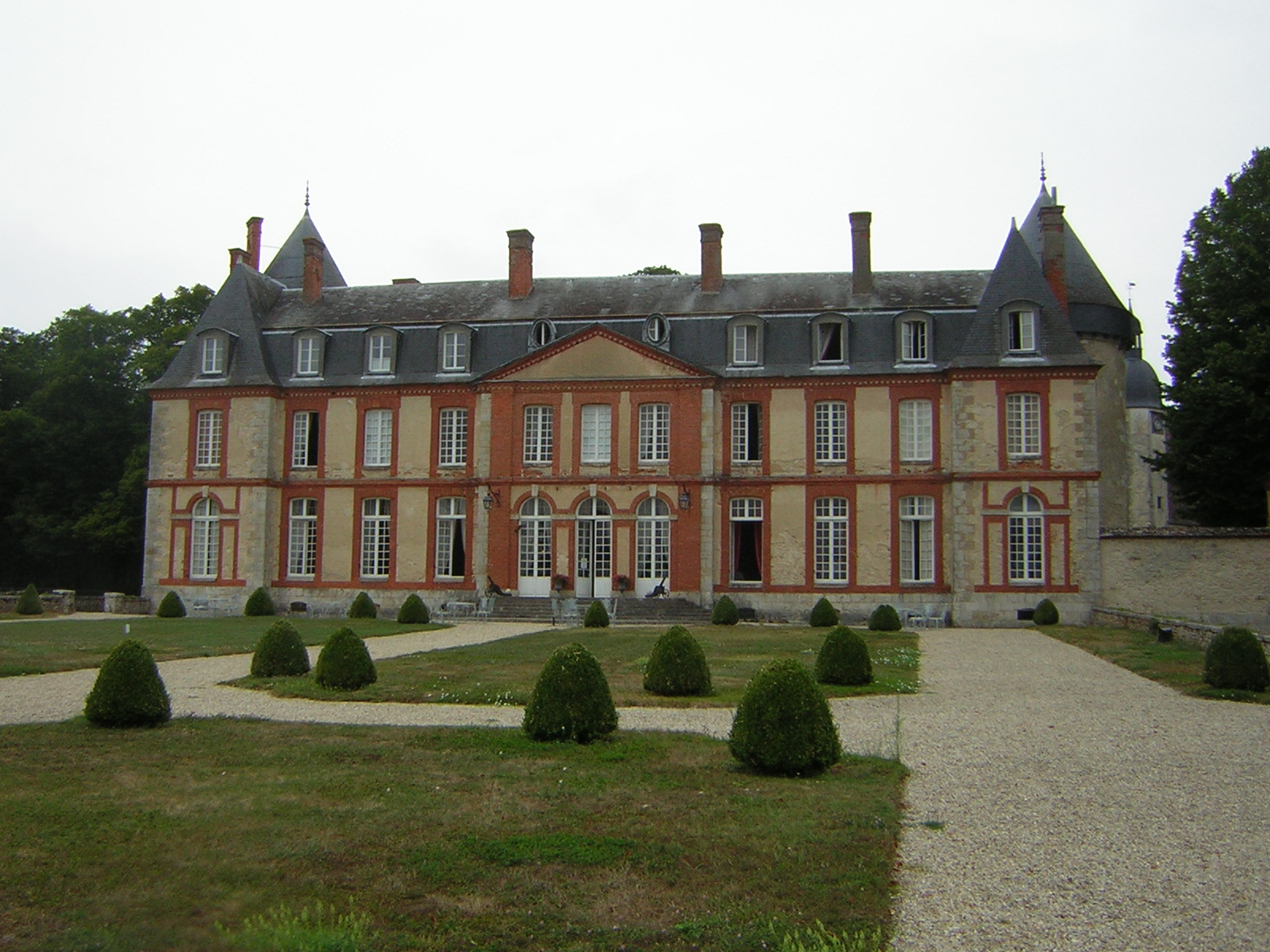
马勒泽布庄园

和劳恩男爵安·罗伯特·雅克·杜尔哥一起在1776年退休后，他又在自己的别墅中度过了一段时间。但法国在大革命前夕的局势使他无法从政治中脱身。1787年，他写了一篇有关新教徒权利的文章，并设法让他们在法国得到民事承认。那年晚些时候，他上呈给国王的备忘录中详细阐述了君主制会带来的灾难性局面，且它会使“未来的灾难”无法避免。
1792年12月，路易十六被囚，并面临审判。马勒泽布自告奋勇，成为了国王的辩护人。在国民公会的审判中，他与弗朗索瓦·特龙谢和雷蒙·德塞茲一起为国王辩护，但最终还是失败了。审判结束后，他含着泪水将死刑判决告诉了国王。
此后，他再次退隐。1793年12月，他和他的女儿、女婿以及孙子孙女一同被捕，并被囚禁在自由门监狱。1794年4月23日，他们在巴黎上了断头台。

## 思想
尽管马勒泽布至死都是一个忠诚的保王党，但他也对改变法国的启蒙思想有所了解。他受到了弗朗索瓦·芬乃伦和孟德斯鸠的作品的影响，与卢梭和杜尔哥的友谊也影响了他许多。在他的职业生涯中，他曾多次批评君主制的不足，比如纳税政策的不公平和任意性以及金钱的挥霍，而这些言论都被后来的革命者所引用。尽管他相信等级制度是自然且明智的，但他还是担心等级制度会对行政和司法产生扭曲的影响；事实上，他认为贵族的特权应该通过对法国的服务来获得，而不应该生来就有。马勒泽布还强调了沟通在统治中的重要性，并认为国王更应注重于处理公众舆论和社会的不公。
在任职出版业审查官期间，马勒泽布展现出了他对温和改革的倾向性。当他从这一职位退休后，伏尔泰写道：“通过给予新闻界更多的自由，马勒泽布先生不知疲倦地服务着人类。”其实，当时的审查制度并没有被不假思索地当作是对启蒙运动有害的，而且几名杰出的思想家就被雇佣为审查官，其中包括狄德罗和达朗贝尔。尽管马勒泽布认为攻击政府权威和宗教的书籍应该被封，但他反对审查并允许一些被标为“危险”的哲学作品出版。有一次，马勒泽布就授予了克洛德·阿德里安·爱尔维修激进的作品象征着独有出版权和官方认可的皇家特权，而这引起了一场社会丑闻。宫廷最终撤销了皇家特权，而高等法院下令烧毁这些书。另一次， 马勒泽布对卢梭的爱弥儿印象深刻，便和他的代理做了一系列工作来让这本书秘密出版。
马勒泽布将他对政府效率低下和特权的批评也用在了审查上。他认为禁止太多的书会扼杀图书业并使禁令最终无法实施，以此来为自己宽容的审查制度辩护。此外，通过拒绝支持法国贵族要求出版或禁止某书的请求，他还打破了出版业的这项传统。
从审查官一职退休的数十年后的1788年，马勒泽布出版的他的《新闻自由回忆录》（Mémoires sur la Liberté de la Presse），在其中他批评了他曾负责强化的审查制度。在法国大革命的前夜，他又以可以鼓励公众辩论为理由为新闻自由做了辩护：在审查制度下，只有最极端的作家才会冒着风险去触及敏感话题，而公众也会被剥夺去阅读“温和理性的作家”的观点的权利，而这些作家“对公众是最有用的”。事实上，马勒泽布已经接受了有关国民的革命性言论，认为国民只能通过自由的讨论才能得到真理，而这种讨论比起审查来更能有效地阻止“谬误”的传播。但是，他并没有完全摒弃审查这一概念，反而设想了一个自发的审查体系，这个体系能够让作者不会因为自己的思想而受司法迫害，只要他们在出版前得到了官方批准的话。

## 评价和遗产
去世几年后，传记作家将马勒泽布描绘为一个浪漫主义者，雅各宾专政下的无辜受害者。1911年版的大英百科全书如此评价他：
|  | 马勒泽布是十八世纪最为和蔼的人之一；尽管他不是个实干家，也不算是一个阅历丰富的人，但凭借着博爱和真诚的善良，他成为了法国最受欢迎的人之一。也正是这份真诚的自我奉献精神，让他为了与自己交情不深的国王而做出了牺牲。 |

近来，法国学者弗朗索瓦·莫罗则批评了这种类似于“圣徒传”的写法，并着重强调了马勒泽布职业生涯中的矛盾：塑造他的，既有对启蒙思想的开放，也有身为旧制度公务员的义务感。现代对马勒泽布的其他评论也相似于此，比如乔治·凯利（George Kelly）就将马勒泽布描绘为一个“两面派”。
马勒泽布也因为他的思想上的“重孙”亚历西斯·德·托克维尔而受人铭记，历史学家罗杰·威廉斯（Roger Williams）称这种纽带就是“自由主义的传承”。

### 引用
1. 1 2 3 4  Kelly, George A. . Political Theory. 1979, 7 (4): 485–508. JSTOR 191163.
2. ↑  Allison, John M. S. . New Haven: Yale University Press. 1938: 4.
3. ↑  Allison, John M. S. . New Haven: Yale University Press. 1938: 6.
4. ↑  Allison, John M. S. . New Haven: Yale University Press. 1938: 32.
5. ↑  Des Cars, Jean. . Paris: Editions de Fallois. 1994: 81,88–90.
6. ↑  Allison, John M. S. . New Haven: Yale University Press. 1938: 61–65.
7. ↑  Allison, John M. S. . New Haven: Yale University Press. 1938: 62.
8. ↑  Grosclaude 1961，第467頁. The EB, Eleventh Edition, erroneously says "at St. Lucie", possibly confused by a type of cherry tree, prunus mahaleb called arbre de sainte-Lucie.
9. ↑  Lemoine, Yves. . Editions Michel de Maule. 1994: 146.
10. ↑  Grosclaude 1961，第467頁，第十一版，而非“圣露西”
11. ↑  Williams, Roger L. . The Journal of the Historical Society. June 2007, 7 (2): 269–271. ISSN 1529-921X. doi:10.1111/j.1540-5923.2007.00217.x （英语）.
12. ↑  Academie des Sciences. . www.academie-sciences.fr.   [2018-11-25]. （原始内容存档于2020-09-25） （英国英语）.
13. ↑  Allison, John M. S. . New Haven: Yale University Press. 1938: 77–82.
14. 1 2  . www.academie-francaise.fr.   [2018-11-25]. （原始内容存档于2020-09-28） （法语）.
15. ↑  Allison, John M. S. . New Haven: Yale University Press. 1938: 102.
16. ↑  Kelly, George A. . Political Theory. 1979, 7 (4): 498–9. JSTOR 191163.
17. ↑  Allison, John M. S. . New Haven: Yale University Press. 1938: 118.
18. ↑  Allison, John M. S. . New Haven: Yale University Press. 1938: 119.
19. ↑  Allison, John M. S. . New Haven: Yale University Press. 1938: 154.
20. ↑  Allison, John M. S. . New Haven: Yale University Press. 1938: 163, 167.
21. 1 2  Kelly, George A. . Political Theory. 1979, 7 (4): 485–508. JSTOR 191163.
22. ↑  Allison, John M. S. . New Haven: Yale University Press. 1938: 15.
23. ↑  Kelly, George A. . Political Theory. 1979, 7 (4): 494–6. JSTOR 191163.
24. ↑  Allison, John M. S. . New Haven: Yale University Press. 1938: 43, 47.
25. ↑  Allison, John M. S. . New Haven: Yale University Press. 1938: 111.
26. ↑  Des Cars, Jean. . Paris: Editions de Fallois. 1994: 158.
27. ↑  Christian., Bazin. . Paris: J. Picollec. 1995: 62. ISBN 978-2864771418. OCLC 35207933.
28. ↑  Christian., Bazin. . Paris: J. Picollec. 1995: 71, 80. ISBN 978-2864771418. OCLC 35207933.
29. ↑  Christian., Bazin. . Paris: J. Picollec. 1995: 75. ISBN 978-2864771418. OCLC 35207933.
30. ↑  Des Cars, Jean. . Paris: Editions de Fallois. 1994: 142–3.
31. ↑  Allison, John M. S. . New Haven: Yale University Press. 1938: 19.
32. ↑  Christian., Bazin. . Paris: J. Picollec. 1995: 70. ISBN 978-2864771418. OCLC 35207933.
33. ↑  Christian., Bazin. . Paris: J. Picollec. 1995: 73. ISBN 978-2864771418. OCLC 35207933.
34. ↑  Malesherbes, Chrétien Guillaume de Lamoignon de. . Paris: Paris. 1809: 291. hdl:2027/uc1.b4194961.
35. ↑  Christian., Bazin. . Paris: J. Picollec. 1995: 84–5. ISBN 978-2864771418. OCLC 35207933.
36. ↑  Malesherbes, Chrétien Guillaume de Lamoignon de. . Paris: Paris. 1809: 392. hdl:2027/uc1.b4194961.
37. 1 2  Moureau, François. . Dix-huitième Siècle. 2018, 50 (1): 546. ISSN 0070-6760. doi:10.3917/dhs.050.0527.
38. ↑  Chisholm 1911，第478頁
39. ↑  Williams, Roger L. . The Journal of the Historical Society. 2006, 6 (3): 443–463. ISSN 1529-921X. doi:10.1111/j.1540-5923.2006.00187.x （英语）.

### 來源
- Grosclaude, Pierre. . Paris: Libr. Fischbacher. 1961.
- Bazin, Christian. . Paris: J. Picollec. 1995. ISBN 978-2864771418.
- Kelly, George A. . Political Theory. November 1979, 17 (4): 485–508. JSTOR 191163.
- Allison, John M. S. . New Haven: Yale University Press. 1938.
- Des Cars, Jean. . Paris: Editions de Fallois. 1994.
- Lemoine, Yves. . Editions Michel de Maule. 1994.
- Williams, Roger L. . Journal of the Historical Society. September 2006, 6 (3): 443–463. doi:10.1111/j.1540-5923.2006.00187.x.
- Moureau, François. . Dix-huitième Siècle. 2018: 527–547  [2019-06-09]. （原始内容存档于2020-12-11）.
- Williams, Roger L. . The Journal of the Historical Society. June 2007, 7 (2): 265–284. ISSN 1529-921X. doi:10.1111/j.1540-5923.2007.00217.x （英语）.
- . www.academie-francaise.fr.   [2018-11-25]. （原始内容存档于2020-09-28） （法语）.
- Academie des Sciences. . www.academie-sciences.fr.   [2018-11-25]. （原始内容存档于2020-09-25） （英国英语）.
- 本条目包含来自公有领域出版物的文本: Chisholm, Hugh (编). .  17 (第11版). London: Cambridge University Press. 1911.

## 外部連結
- 维基共享资源上的相關多媒體資源：纪尧姆-克雷蒂安·德·拉穆瓦尼翁·德·马勒泽布